# Орлин, Фёдор Яковлевич
Орлин, Феодор (Фёдор) Яковлевич (1865; Окаёмово Рыбновской волости Рязанского уезда — в ночь 09-10 декабря 1937; Рязань) — священник церкви села Солодча Рязанского уезда, благочинный 4-го округа Рязанского уезда, новомученик, жертва политического террора.

## Биография
Представитель рода Орлиных. Сын Иакова Александровича, уроженец села Окаёмово (Рыбновской волости Рязанского уезда), священник церкви села Солодча (также Рязанского уезда), благочинный 4-го округа Рязанского уезда. После Революции ему предлагали прекратить служить в селе, уехать в город, но он отказывался, так как бы рукоположён, к чему относился свято. Когда в селе закрыли церковь, он стал служить по домам. Орлин, был человеком редкой доброты. Он никогда и никому не отказывал в помощи и не важно, кем был обращавшийся к нему человек по своему общественному положению. При этом он был настоящим ревнителем веры и старался жить по заповедям Христа. К деньгам относился равнодушно, их не копил и не берег.

### Арест и казнь
01.11.1937 года о. Фёдор был арестован, а 26.11.1937 года репрессирован Тройкой при УНКВД по Рязанской области по ст.58-10 УК РСФСР к ВМН — расстрелу. Его родственникам сообщили, что он получил 10 лет без права переписки, только из выданной спустя десятилетия справки о реабилитации они узнали, что он был расстрелян в Рязани через месяц после ареста в Рязани, в ночь 09-10.12.1937 года. Реабилитирован 16.05.57 г. военным трибуналом Московского военного округа посмертно.

## Семья
О.Феодор был женат, в семье были дети. Известны дочери: Екатерина Федоровна (в замужестве Клевезаль; 1901—1984) и Анастасия Федоровна (в замужестве Перехвальская).
- Внук — Владимир Сергеевич Перехвальский, участник ВОВ, сапёр, капитан, награждён орденами, профессор, заведующий кафедрой «Гидротехнические сооружения и порты» и проректор по учебной работе Новосибирского института инженеров водного транспорта[13]
- Внучка — Галина Александровна Клевезаль, доктор биологических наук[14].